# Symphony in Black

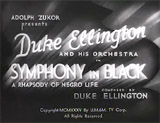
Titre dans le générique du film.

Symphony in Black est un court-métrage musical américain réalisé par Fred Waller (en) et produit en 1935. Il présente la composition A Rhapsody of Negro Life de Duke Ellington, et marque les débuts de Billie Holiday à l'écran.
Symphony in Black présente un panorama musical, culturel, historique, ainsi qu'un progrès significatif dans la biographie de d'Ellington.  Il fait partie de la première génération d'arrangement non classiques, et surtout un des premiers films écrits par un afro-américain, décrivant la vie des afro-américains, atteignant un large public.

## Fiche technique
- Réalisation : Fred Waller (en)
- Scénario : Milton Hockey, Fred Rath (en)
- Photographie : William O. Steiner
- Musique : Duke Ellington
- Distributeur : Paramount Pictures
- Pays de production :  États-Unis
- Durée : 9 minutes
- Date de sortie : 13 septembre 1935[3]

## Production
Le film a été produit entre décembre 1934 et début 1935 dans les studios de la Paramount à Astoria.

## Bande originale
Interviewé dans le magazine New Theater, Ellington a déclaré que la version originale de la musique de Symphony in Black était assez différente de celle qui apparaît finalement à l'écran.
Ellington a enregistré la musique uniquement pour le film, et elle ne figure sur aucun album de sa discographie en 1989.

## Distribution
- Duke Ellington : lui-même
- Billie Holiday : elle-même
- Scatman Crothers : l'amoureux de Billie Holiday
- Barney Bigard : clarinettiste

## Distinctions
Symphony in Black a remporté un Oscar du cinéma du best musical short subject de l'année 1935,.